# لافوما
لافوما (انگلیسی: Lafuma) شرکت پوشاک ورزشی فرانسوی است، که در سال ۱۹۳۰ توسط برادران لافوما تأسیس شد.